# Тайе Дордже
Кармапа Тринли Тайе Дордже е роден на 6 май 1983 г. в Лхаса Тибет и съгласно традицията Кагю
 е признат за Седемнадесети Кармапа, глава на линията Кагю, една от четирите главни школи на Тибетския Будизъм.

## Биография
Тринли Тайе Дордже е син на Мипам Ринпоче, който е прераждане на висш лама от школата Нингма, и Дечен Уангмо, дъщеря на благородно семейство, водещо началото си от тибетския крал Гесар Линг. От шестмесечна възраст момчето обявява, че той е Кармапа.
През 1988 година, след като сънува момчето, Шамар Ринпоче тайно посещава Лхаса за да си изясни дали Тайе Дордже е следващото прераждане на Кармапа. През март 1994 Тайе Дордже и семейството му бягат от Тибет в Непал и след това в Индия, където Шамар Ринпоче официално го признава за седемнадесети Кармапа. През 1994 година, в Международния Будистки Институт на Кармапа (KIBI) в Ню Делхи, Индия, Тайе Дордже е интронизиран от четиринадесетия Шамар Ринпоче като седемнадесети Гялва Кармапа.

### Източно и западно образование
По-късно Тайе Дордже започва интензивно традиционно обучение в манастир. Получава обучение и приемствеността по Будистките философия и практика от най-добрите тибетски и индийски учители. Той се учи от четиринадесетия Шамар Ринпоче, професор Семпа Дордже и Кенпо Чодрак Тенпел. В резултат Шамарпа интронизира Тайе Дордже като Видядхара (Държател на Знанието) през декември 2003 г. в КИБИ (Karmapa International Buddhist Institute).
Освен традиционното будистко обучение Кармапа получава и съвременно западно образование от английски и австралийски преподаватели и интензивно обучение по западна философия от професор Харисън Пъмбъртън от Университета Вашингтон и Лий.
Понастоящем Тайе Дордже жевее в Калимпонг в Индия, където продължава традиционното му образование, необходимо за носителя на титлата Кармапа. На 17 май 2006 г. Благотворителния фонд на Кармапа (Karmapa Charitable Trust Архив на оригинала от 2008-10-14 в Wayback Machine.) официално обявява Тайе Дордже за законен административен приемник на Шестнадесетия Кармапа Рангджунг Ригпе Дордже. На това основание съгласно позицията на Фонда той може да заеме манастира Румтек в Сиким. Поради незавършени съдебни формалности и несъгласието на група монаси в Румтек оспорващи автентичността на Тайе Дордже като Кармата, седалището му си остава в Калимпонг.

## Глава на семейство
На 29 март 2017 г. Кармапа обявява официално сватбата си с Ринчен Янгдзом, и подобно на своя предшественик Петнадесетия Кармапа, а също Марпа преводача и още много други будистки учители показва пример на светски практикуващ.